# Ana María Desivici
Ana María Desivici, vollständiger Name Ana María Desivici Nekeforchuk, (* 8. November 1955) ist eine ehemalige uruguayische Leichtathletin.

## Karriere
Die 1,77 Meter große Desivici, die auch in der Schreibweise Ana Desevici geführt wird, startete in den Disziplinen Weitsprung und Fünfkampf. Bei den Leichtathletik-Südamerikameisterschaften 1971 sprang sie 5,72 Meter weit und wurde damit hinter Silvia Kinzel Vizesüdamerikameisterin. Im Folgejahr holte sie bei den Juniorensüdamerikameisterschaften 1972 Bronze im Weitsprung. 1975 nahm sie mit der uruguayischen Mannschaft an den Panamerikanischen Spielen in Mexiko teil. Im Weitsprung erzielte sie eine Weite von 5,78 Metern und belegte damit den 7. Platz. Den Fünfkampf beendete sie mit 3812 Punkten auf dem 8. Rang. Die Leistung im Fünfkampf stellte dabei ihre persönliche Karrierebestleitung dar. Sie war ferner Mitglied des uruguayischen Olympiakaders bei den Olympischen Sommerspielen 1976 in Montreal. Dort wurde sie 19. im Fünfkampf.

## Erfolge
- Weitsprung – 2. Platz Südamerikameisterschaften: 1971
- Weitsprung – 3. Platz Juniorensüdamerikameisterschaften: 1972

## Persönliche Bestleistungen
- Fünfkampf: 3812 Punkte, 1975, Mexiko